# Criză climatică

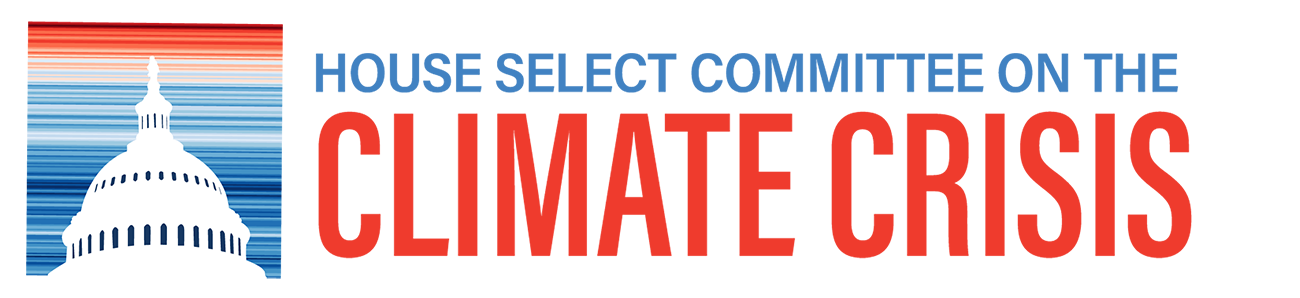
Sigla Comitetului selectiv al Casei Statelor Unite ale Americii pentru criza climatică (format în 9 ianuarie 2019). Comitetul climatic inițial al Casei (format în 2007), numit Comitetul selectiv pentru independența energetică și încălzirea globală a fost abolit când republicanii au recâștigat controlul asupra Casei în 2011.

Criza climatică este un termen care descrie încălzirea globală, schimbările climatice, precum și consecințele acestora.
Termenul a fost folosit pentru a descrie amenințarea încălzirii globale asupra planetei și pentru a susține accelerarea eforturilor de atenuare a schimbărilor climatice. Spre exemplu, un articol publicat în Revista științifică BioScience în ianuarie și susținut de peste 11.000 de oameni de știință din întreaga lume a promovat ideea conform căreia „suntem într-o criză climatică” și că este necesară o „creștere considerabilă a eforturilor de conservare a biosferei pentru a evita pagubele enorme cauzate pe parcursul unei crize climatice”.
Termenul este folosit de cei care „cred că evocă gravitatea amenințărilor cu care se confruntă planeta din cauza a emisiilor de gaze cu efect de seră și poate ajuta la stimularea genului de voință politică care lipsea de mult timp din pledoaria climatică”. Se speră că așa cum termenul „încălzire globală” a atras mai mult angajament emoțional și sprijin pentru acțiune decât expresia „schimbări climatice”, numind schimbările climatice o criză ar putea avea un impact și mai puternic. 
Un studiu a arătat că termenul invocă un răspuns cu un impact emoțional puternic în transmiterea unui sentiment de urgentă conștientizare, dar unele precauții ar putea reflecta că acest răspuns poate fi contraproductiv  și poate cauza o reacție adversă din cauza percepțiilor exagerării alarmante.

## Baza științifică
În timp ce limbajul prezintă un impact major fiind folosit astfel mult timp în publicitate, în politică și în mass-media, până la sfârșitul anului 2010 comunitatea științifică a rămas în mod tradițional mai constrânsă cu privire la limbajul său. Cu toate acestea, într-o declarație din noiembrie 2019 publicată în numărul din ianuarie 2020 al revistei științifice BioScience, un grup de peste 11.000 de oameni de știință au susținut că este adecvată descrierea încălzirii globale drept o situație urgentă sau o criză climatică. Oamenii de știință au afirmat că este necesară o „creștere imensă a eforturilor” pentru conservarea biosferei, dar  totodată au observat „semne profund tulburătoare”, inclusiv creșteri de durată în populația animală, producția de carne, pierderea ansamblului de copaci, consumul de combustibili fosili, transportul aerian și emisii de dioxid de carbon. Toate acestea prezentând concomitent tendințele ascendente ale impacturilor climatice, precum creșterea temperaturilor, topirea ghețarilor la nivel global și vremea ajunsă la nivel maxim.
Tot în noiembrie 2019, un articol publicat în revista Nature a concluzionat că doar dovezile din punctele climatice sugerează că „suntem într-o stare de urgență planetară”, definind starea de urgență ca fiind un produs de risc și presiune, ambii termeni fiind considerați „acuți”. Articolul din revista Nature a făcut referire la recentele rapoartele speciale IPCC (2018-2019) care sugerează că punctele basculare individuale ar putea fi depășite doar cu 1-2°C de încălzire medie globală (încălzirea actuală este de aproximativ 1°C), cu o avalanșă globală de puncte basculare care este posibil să aibă o încălzire mai ridicată .

## Definiții
În contextul schimbărilor climatice, Pierre Mukheibir profesor la Universitatea de Tehnologie din Sydney, afirmă că termenul „criză” este „o situație crucială sau decisivă care ar putea duce la un punct de basculare”, implicând „circumstanțe fără precedent”. Definiția din dicționar atribuie cuvântului „criză” în acest context sensul de „moment de cotitură sau condiție de instabilitate, pericol” și implică faptul că „trebuie făcut ceva în privința asta chiar acum, altfel consecințele vor fi dezastruoase”. O altă definiție diferențiază termenul atât de încălzirea globală, cât și de schimbările climatice și definește criza climatică ca reprezentând „diferitele efecte negative pe care schimbările climatice bruște le provoacă sau amenință să le provoace pe planeta noastră, în special acolo unde aceste efecte au un impact direct asupra umanității”.

## Folosințele termenului

### Istoric
Fostul vicepreședinte american Al Gore a folosit terminologia de criză încă din anii 1980, termenul fiind formalizat de Coaliția pentru Criză Climatică (formată în 2004).[2] 
Un raport din 1990 al American University International Law Review include fragmente în care este utilizat în mod repetat termenul „criză”. Inclus în acel raport, „Înțelegerea din Cairo: către un răspuns pus de acord la nivel mondial cu privire la criza climatică” (21 decembrie 1989) afirmă că „Toate națiunile…vor trebui să coopereze la o scară fără precedent. Pentru a aborda această criză, acestea vor trebui să își asume angajamente dificile fără nicio întârziere”.

### Recent

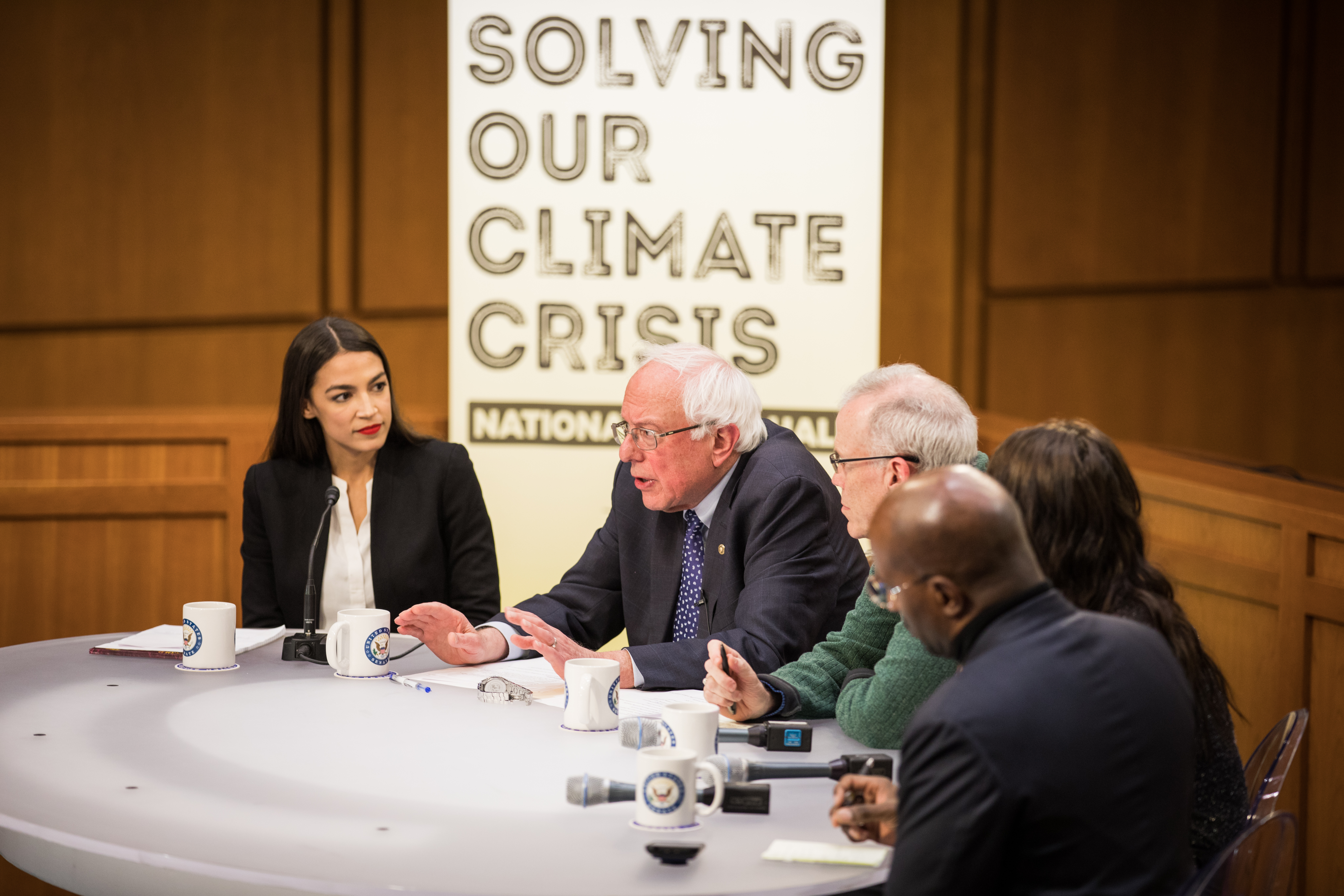
Reprezentantul SUA Alexandria Ocasio-Cortez și senatorul SUA Bernie Sanders la decembrie 2018, „Rezolvarea crizei noastre climatice, o primărie națională”

Spre sfârșitul anului 2010, fraza a apărut drept „o piesă crucială a lexiconului șoimului climatic”, fiind adoptată de mișcarea Green New Deal, de ziarul The Guardian, de Greta Thunberg și de candidați politici democrați din Statele Unite ale Americii precum Kamala Harris.. În același timp, termenul a devenit mai popular „după o serie de avertismente științifice cumplite și de energie readusă în lumea pledoariei”.
La sfârșitul anului 2018, Camera Reprezentanților a Statelor Unite ale Americii a înființat Comitetul Selectiv al Camerei pentru Criza Climatică, un termen pe care un jurnalist l-a scris în The Atlantic ca fiind „un memento despre cât de mult au fost schimbate politicile din domeniul energiei în ultimul deceniu.”. Comitetul climatic inițial al Casei (format în 2007) fusese numit Comitetul selectiv pentru independența energetică și încălzirea globală  și a fost desființat atunci când republicanii au recâștigat controlul asupra Camerei în 2011. 
Organizația Public Citizens a raportat că în 2018, mai puțin de 10% din articolele din primele 50 de ziare americane au folosit termenii „criză” sau „urgență” . În 2019, o campanie de tipul „Call it a Climate Crisis” (Numiți-o criză climatică) prin care se cerea marilor organizații mass-media să adopte termenul, a declarat că în 2018 doar 3,5% din segmentele naționale de știri s-au referit la schimbările climatice drept o criză sau o urgență(50 din 1400), deși organizația Public Citizens a raportat triplul numărului de mențiuni (150), în doar primele patru luni ale anului 2019.

Scrisoare către rețelele majore de televiziune: Numiți-o criză climatică și tratați-o ca atare
„Cuvintele reporterilor și ale prezentatorilor TV contează
Cvintele pe care le folosesc pentru a numi ceva afectează modul în care milioane de oameni văd acel ceva și influențează modul în care acționează națiunile. Și astăzi, trebuie să acționăm cât mai repede și cu îndrăzneală. Oamenii de știință avertizează asupra catastrofei globale ce se va produce dacă nu reducem substanțial emisiile până în 2030. Miza nu a fost niciodată mai mare, iar rolul presei nu a fost niciodată mai critic. Vă îndemnăm să numiți supraîncălzirea dăunătoare a planetei noastre și lipsa acțiunilor de a o opri, ceea ce și este –o criză- și să o tratați ca atare. "
Scrisoare deschisă audienției largi, publicată de organizația Public Citizen (9iunie 2029)”
În urma utilizării în septembrie 2018 a termenului „criză climatică” de către secretarul general al ONU, Antonio Guterres, la 17 mai 2019 revista The Guardian și-a actualizat oficial ghidul de stil pentru a favoriza „situația de urgență climatică, criză sau prăbușire” și „încălzirea globală”. Editorul-șef Katharine Viner a spus următoarele: „Vrem să ne asigurăm că suntem preciși din punct de vedere științific, comunicând deschis cu cititorii pe baza acestei probleme foarte importante”. De exemplu, expresia „schimbări climatice” sună pasivă și blândă, în timp ce oamenii de știință o consideră o catastrofă pentru omenire. În mod similar, în iunie 2019, agenția spaniolă de știri EFE a declarat expresia pe care o preferă (crisis climatica- criza climatică), jurnalistul Grist Kate Yoder remarcând faptul că „acești termeni apăreau pur și simplu peste tot” și adăugând:  „Criza climatică are un succes de moment". În noiembrie 2019, cotidianul indian Hindustan Times a adoptat de asemenea acest termen, deoarece „schimbările climatice nu reflectă corect enormitatea amenințării existențiale”. În mod asemănător, Gazeta Wyborcza din Varșovia, Polonia folosește termenul „criză climatică” în loc de „schimbări climatice", redactorul-șef al secțiunii Gazeta na zielono descriind schimbările climatice ca fiind unul dintre cele mai importante subiecte care au fost abordate vreodată.
În schimb, în iunie 2019, Canadian Broadcasting Corporation și-a actualizat ghidul lingvistic pentru a citi „Criza climatică și situația de urgență climatică pot fi, în unele cazuri, folosite ca sinonime pentru „schimbări climatice”. Dar nu sunt întotdeauna cea mai bună alegere... De exemplu, „criza climatică” ar putea arăta susținere într-o anumită acoperire politică”. Actualizarea l-a determinat pe profesorul de jurnalism Sean Holman să spună că „jurnaliștii sunt prinși între două valori concurente chiar acum” - să spună adevărul și să pară imparțiali - doar că spunând adevărul jurnaliștii par a fi părtinitori față de „palele mari ale societății. .. (care) nu cred în adevăr ".

În iunie 2019, 70 de activiști pentru climă au fost arestați pentru că au demonstrat în afara birourilor The New York Times, îndemnând ziarului să adopte expresiile „urgență climatică” sau „criză climatică”, demonstrația fiind parte a presiunii publice care a influențat Consiliul Local să facă din New York cel mai mare oraș care adoptă oficial o declarație de urgență climatică. 
În mai 2019, proiectul fostului președinte Al Gore, Climate Reality Project (2011-) a promovat o petiție deschisă prin care cereau organizațiilor de știri să folosească „criza climatică” în locul „schimbărilor climatice” sau „încălzirii globale”,  spunând că „este timpul să abandonăm ambii termeni în cultură ”.  De asemenea, Clubul Sierra, Mișcarea Sunrise, Greenpeace și alte organizații de mediu și progresiste s-au alăturat într-o scrisoare publică cetățenească din 6 iunie 2019 către organizațiile de știri,  îndemnându-i să numească schimbările climatice și inacțiunea umană „ceea ce și este - o criză - și să o trateze ca atare”.
În noiembrie 2019, dicționarele de la Oxford au inclus „criza climatică” pe lista sa scurtă pentru cuvântul anului 2019, desemnarea concepută pentru a recunoaște termeni care „reflectă etosul, starea de spirit sau preocupările anului care trece” și care ar trebui să aibă „un potențial de durată ca termen de semnificație culturală".

## Terminologie alternativă
Cercetările au arătat că ceea ce se numește un fenomen sau cum este acesta încadrat „are un efect extraordinar asupra modului în care publicul ajunge să perceapă acel fenomen”  și „poate avea un impact profund asupra reacției publicului”. 

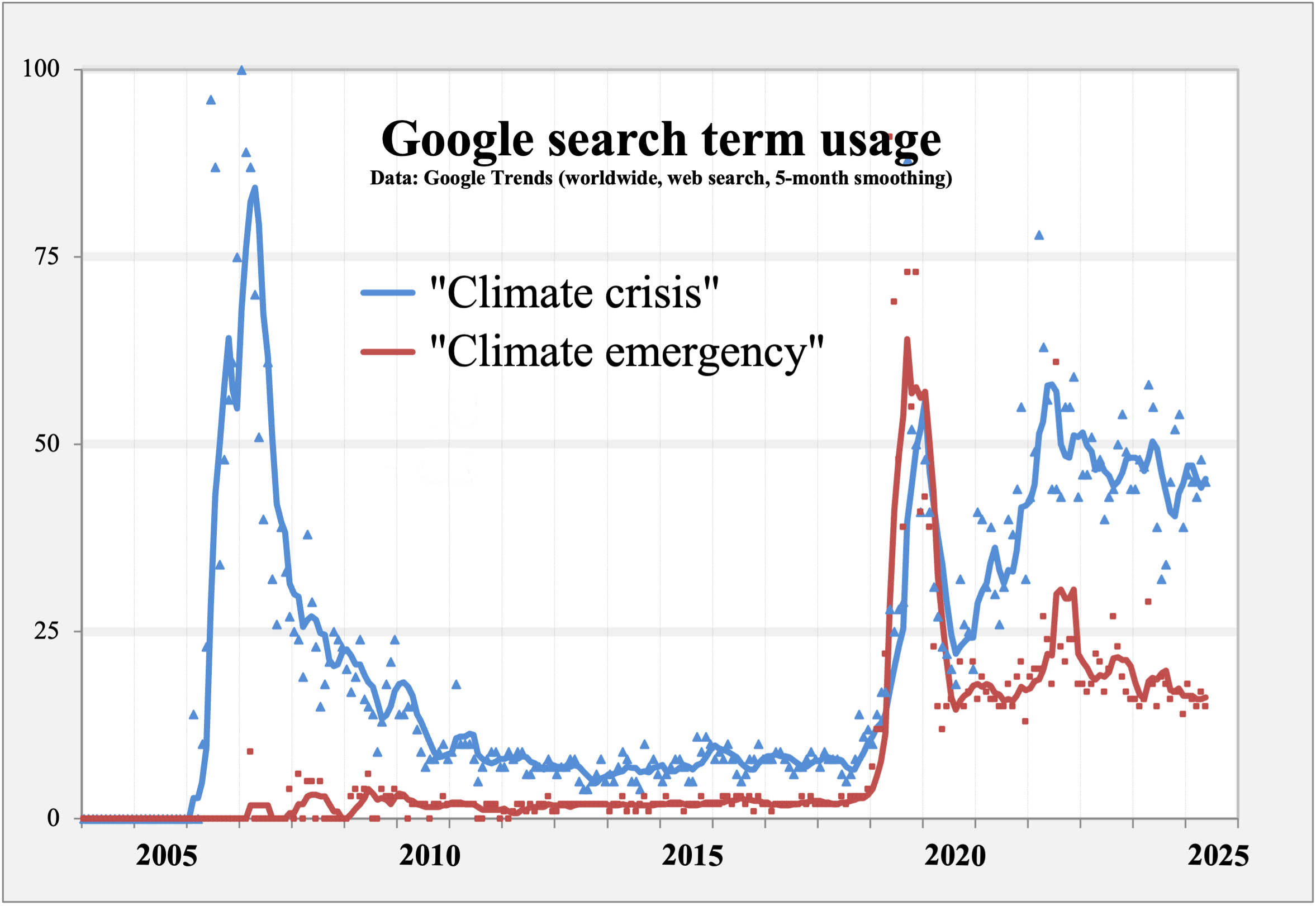
Datele despre tendințele Google arată că, în urma lansării în 2006 a filmului lui Al Gore, Un adevăr inconvenient, căutările „crizei climatice” au crescut, cu o reapariție care a început la sfârșitul anului 2018. De asemenea, în grafic: căutări „de urgență climatică” (a se vedea Declarația de urgență climatică).

Efectele schimbărilor climatice sunt uneori descrise în termeni similari crizei climatice, cum ar fi:
- „catastrofă climatică” (utilizată cu referire la un documentar realizat de David Attenborough în 2019  și Sezonul Australian de incendii 2019-20)  )[27]
- „ amenințări care au impact asupra pământului” (World Wildlife Fund, 2012—)[28]
- „defalcare climatică” (climatolog Peter Kalmus, 2018)[29]
- „haos climatic” (titlul articolului The New York Times, 2019,[30]  Candidați democrați americani, 2019[31]  ) și o echipă de marketing Ad Age, 2019[16])
- „ruină climatică” (candidați democrați americani, 2019[31])
- „încălzire globală” ( Richard A. Betts, Met Office UK, 2018[32])
- „urgență climatică” ( 11.000 de scrisori de avertizare  ale oamenilor de știință în BioScience,   și în The Guardian,   ambele 2019),
- „defalcare ecologică”, „criză ecologică” și „urgență ecologică” (toate prezentate de activista pentru climă Greta Thunberg, 2019)
- „topire globală”, „Pământ ars”, „Marea prăbușire” și „Spargerea pământului” (o echipă de marketing Ad Age, 2019)
- „dezastru climatic” și „ apocalipsă climatică ” ( The Guardian, 2019[33])

Pe lângă „criza climatică”, au fost investigați și alți termeni pentru efectele lor asupra publicului, inclusiv „încălzirea globală”, „schimbările climatice” și „perturbarea climatică”, , precum și „distrugerea mediului”, „destabilizarea vremii "și" „colapsul mediului ". 

## Eficacitate
În septembrie 2019, jurnalista Emma Vickers de la firma Bloomberg, a susținut că terminologia de criză - deși problema era una, literalmente, a semanticii - poate fi „dând rezultate”, citând un sondaj din 2019 realizat de The Washington Post și Kaiser Family Foundation care a declarat că 38% din adulții americani au numit schimbările climatice „o criză”, în timp ce un număr egal le-au numit „o problemă majoră, dar nu o criză”. Cu cinci ani înainte, adulții americani considerând că este o criză de numai 23%. 
În schimb, utilizarea terminologiei de criză (începând din septembrie 2019) fără caracter obligatoriu în diferite declarații de urgență climatică pentru a face ca guvernele „să treacă la acțiune” nu a fost eficientă.

### Probleme privind terminologia crizei
Unii comentatori au scris că „încadrarea în situații de urgență” poate avea mai multe dezavantaje. Mai exact, o astfel de încadrare poate acorda prioritate implicit schimbărilor climatice față de alte probleme sociale importante, încurajând astfel competiția între activiști, mai degrabă decât cooperarea și dezacordul din cadrul mișcării schimbărilor climatice în sine . Aceasta poate sugera necesitatea unor soluții din partea guvernului, care să ofere un angajament pe termen lung mai puțin fiabil decât mobilizarea populară și care poate fi perceput ca fiind „impus unei populații reticente”. În cele din urmă, poate fi contraproductivă, provocând neîncredere (absența efectelor dramatice imediate), dezabilitare (în fața unei probleme care pare copleșitoare) și retragere - mai degrabă decât să ofere acțiuni practice pe termen lung.
În mod similar, cercetătorul australian în domeniul comunicării climatice David Holmes a comentat fenomenul „oboselii de criză”, în care urgența de a răspunde amenințărilor își pierde recursul în timp.  Holmes a declarat că există un „buget semantic limitat” pentru un astfel de limbaj, avertizând că poate pierde publicul dacă timpul trece fără politici semnificative care să abordeze situația de urgență. 
Alții au scris că, dacă „apelurile la adresa fricii generează o implicare susținută și constructivă” este în mod clar o problemă extrem de complexă, dar că răspunsul este de obicei ,, nu”, psihologii observând că răspunsurile oamenilor la pericol (luptă, fugă sau îngheț) poate fi inadaptativ.  Fiind de acord cu faptul că teama este o „emoție paralizantă”, Sander van der Linden, directorul Laboratorului Social de Luare a Deciziilor din Cambridge, favorizează termenul „criza climatică” față de alți termeni, deoarece transmite un sentiment de urgență, cât și de optimism, și nu un sentiment de sentință pentru că „oamenii sunt conștienți de faptul că aceste crize pot fi evitate și rezolvate”.
Omul de știință în domeniul climatic, Katharine Hayhoe, a avertizat la începutul anului 2019 că încadrarea în criză este eficientă doar pentru cei care sunt deja preocupați de schimbările climatice, dar se complac  în ceea ce privesc soluțiile”.  Ea a adăugat că „nu este încă eficient” pentru cei care percep activiștii climatici „să provoace panică Chicken Littles”, susținând că „ar consolida și mai mult noțiunile lor preconcepute și incorecte”. 
În iunie 2019, Canadian Broadcasting Corporation și-a actualizat ghidul lingvistic pentru a afirma că termenul de criză climatică „ar putea purta un fel de susținere într-o anumită acoperire politică.”
Doi jurnaliști germani au avertizat că această „criză” poate fi înțeleasă în mod greșit, sugerând că schimbările climatice sunt „inerent episodice” - crizele sunt „fie rezolvate, fie trec” - sau ca o stare temporară înainte de revenirea la normalitate, care de fapt nu este posibilă.

### Studii psihologice și neuroștiințifice
Un studiu din 2013 (N = 224, majoritar studenți în primul an de facultate) a analizat răspunsurile participanților după ce au citit diferite articole simulate scrise. Studiul a concluzionat că „ criza climatică a creat cel mai probabil efecte negative ale neîncrederii și a percepțiilor de îngrijorare reduse, din cauza percepțiilor de exagerare”, și a sugerat că ar trebui utilizați alți termeni precum („tulburare climatică” și „încălzire globală”), în special atunci când comunicăm cu publicul sceptic. 
Un studiu neuroștiințific  efectuat la începutul anului 2019 (N = 120, împărțit în mod egal între republicani, democrați și independenți ) la o agenție de consultanță în publicitate a implicat măsurători de electroencefalografie(EEG) și de măsurare a reacției galvanice a pielii (GSR).  Studiul, măsurând reacțiile la termenii „ criză climatică”, „ distrugerea mediului”, „colapsul mediului”, „destabilizarea vremii”, „încălzire globală” și „schimbări climatice”, a constatat că democrații au avut o reacție emoțională cu 60% mai mare asupra termenului de „ criză climatică "decât asupra termenului de" schimbare climatică ", răspunsul corespunzător în rândul republicanilor triplându-se. Se spune despre „criza climatică” că a avut rezultate bune în ceea ce privește răspunsurile la nivelul întregului spectru politic și a provocat cea mai mare reacție emoțională în rândul independenților”.  Studiul a concluzionat că termenul de „criză climatică” a generat reacții emoționale mai puternice decât termenii neutrii și uzați precum „încălzirea globală” și „schimbări climatice”, încurajând astfel un sentiment de urgență - deși nu atât de puternic încât să provoace o disonanță cognitivă care ar determina oamenii să genereze contraargumente.  Cu toate acestea, directorul executiv al companiei care efectuează studiul a remarcat, în general, că intensitatea viscerală poate avea repercusiuni, specificând că un alt termen cu un răspuns chiar mai puternic, „distrugerea mediului”, este probabil văzut ca alarmist, poate chiar insinuând vina,  poate duce la contraargumente și împotrivire." 

## Vezi si
- Declarație de urgență climatică
- Comunicarea privind schimbările climatice
- Comunicare de mediu
- Justiția climatică
- Green New Deal
- Acoperirea mediatică a încălzirii globale
- Opinia publică asupra încălzirii globale
- Puncte critice ale sistemului climatic
- World War Zero

## Linkuri externe
- Hall, Aaron (27 noiembrie 2019). „Renaming Climate Change: Can a New Name Finally Make Us Take Action”. Ad Age. Arhivat din original la 21 decembrie 2019. (advertising perspective by a "professional namer")
- Hertsgaard, Mark (28 august 2019). „Covering Climate Now signs on over 170 news outlets”. Columbia Journalism Review. Arhivat din original la 22 septembrie 2019.
- „Act now and avert a climate crisis (editorial)”. Nature. 15 septembrie 2019. Arhivat din original la 22 septembrie 2019. (Nature joining Covering Climate Now.)
- Zillman, John W. (2009). „A History of Climate Activities”. World Meteorological Organization. Arhivat din original la 16 august 2019. Vol. 58 (3).